# Lays-sur-le-Doubs
Lays-sur-le-Doubs este o comună în departamentul Saône-et-Loire, Franța. În 2009 avea o populație de 127 de locuitori.

## Evoluția populației
| An        | 1975 | 1982 | 1990 | 1999 | 2006 | 2009 |
| --------- | ---- | ---- | ---- | ---- | ---- | ---- |
| Populație | 232  | 192  | 170  | 147  | 123  | 127  |